# Free Internet Chess Server

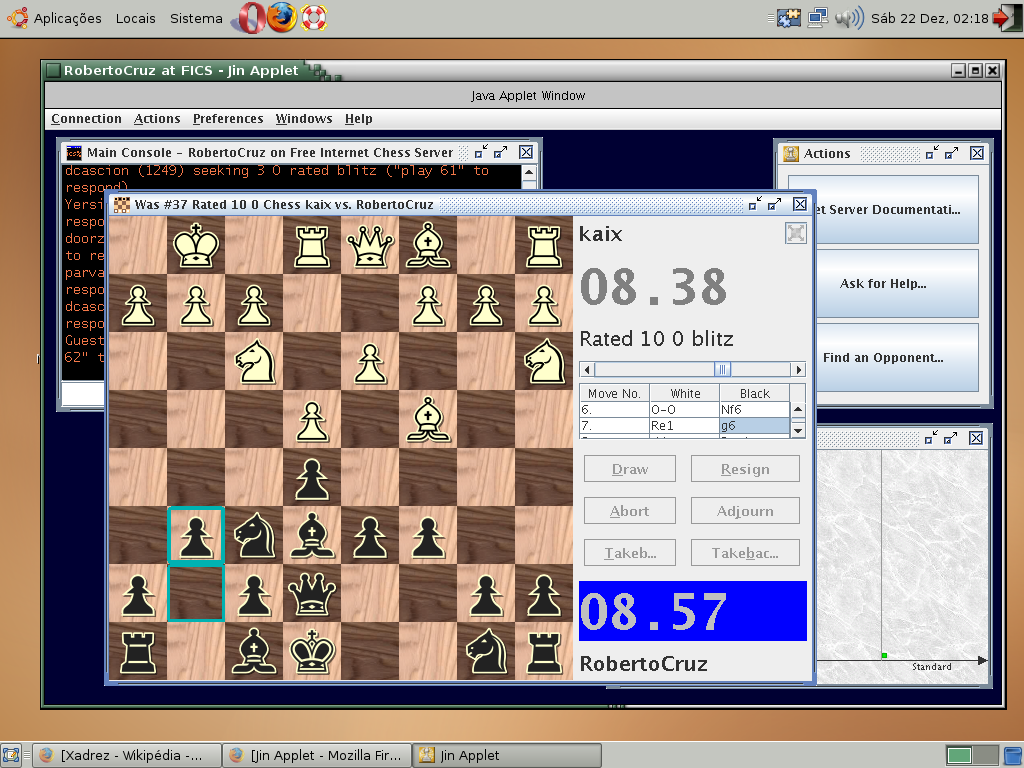
Una partita sul FICS usando l'interfaccia Jin.

Il Free Internet Chess Server (FICS) è un server di scacchi gestito da volontari. Fu organizzato come un'alternativa gratuita all'Internet Chess Club nel 1995, quando questo divenne a pagamento; nel 2018 conta più di 300.000 utenze registrate.

## Storia
Il primo server pensato per il gioco degli scacchi fu Internet Chess Server (ICS), attivato negli anni Ottanta e inaugurato ufficialmente nel 1992: il codice era scritto da volontari, e l'accesso era libero. Nel 1995, sotto la direzione di Daniel Sleator, il progetto cambiò nome in Internet Chess Club (ICC) e introdusse un costo di abbonamento di 49 dollari all'anno.
Contrari alla commercializzazione di ICS, alcuni programmatori, guidati da Chris Petroff, abbandonarono il server, creando il FICS, che non prevedeva alcun tipo di restrizione o di pagamento. Il nuovo server debuttò il 3 marzo 1995.

## Uso

### Connessione e registrazione
La connessione al FICS può essere effettuata in diversi modi, sia attraverso il browser (connettendosi al sito del FICS) sia attraverso un client. Questo può essere anche un semplice client telnet, ma sono state sviluppate diverse interfacce grafiche, programmate appositamente per il gioco via Internet.
La registrazione è libera; c'è anche la possibilità di connettersi anonimamente come "guest", senza effettuare la registrazione, avendo la possibilità di giocare con altri giocatori ma non di partecipare ai tornei che vengono periodicamente effettuati. È permesso anche usare dei motori scacchistici, ma questi devono essere usati tramite un'utenza dedicata, esplicitamente dichiarata, ed è soggetta a diverse restrizioni:.

### Gioco
Gli utenti possono effettuare dei seek, cioè delle richieste di effettuare una partita a determinate condizioni (tempo di gioco, bianco o nero, rating dell'avversario), oppure rispondere ad una richiesta altrui. C'è anche la possibilità di effettuare un seek "manuale", cioè di subordinare l'inizio della partita alla propria accettazione dell'avversario: ad esempio questo permette di avere diversi avversari tra cui scegliere. Gli utenti possono anche lanciare una sfida ad un determinato giocatore tramite il comando match.
Le mosse possono essere effettuate sia con il mouse, sull'immagine di una scacchiera, sia attraverso la notazione algebrica.
Ogni utente registrato riceve un rating, che rappresenta la sua forza (presunta) di gioco: il FICS usa il sistema Glicko, nel quale ad ogni utente è associato anche un altro numero (l'RD, acronimo per rating deviation) che rappresenta il livello di precisione del rating. Se l'RD è maggiore di 80, il rating è marcato come "provvisorio" (provisional).
Il rating è anche diviso per tempo di gioco: le partite sono divise in "lightning" (meno di tre minuti a giocatore), "blitz" (da tre a quindici minuti) e "standard" (oltre quindici minuti). Essendo necessario tenere conto del possibile utilizzo dell'incremento (cioè alcuni secondi aggiunti al tempo dopo ogni mossa), per stabilire l'appartenenza di una partita ad uno dei tre gruppi si utilizza l'expected time, cioè il tempo di inizio più 2/3 dell'incremento totale di 40 mosse.
Per tenere conto degli effetti del lag (cioè del ritardo di connessione), il tempo di ogni mossa è segnato localmente, e il tempo necessario alle informazioni per passare dal computer al server non è sottratto dal tempo di gioco. A differenza dell'Internet Chess Club ed altri server, il FICS non traccia i lag centralmente, né è possibile escludere tramite le preferenze dell'utente i giocatori con grande lag.
È possibile giocare anche diversi tipi di scacchi eterodossi, tra cui la quadriglia (bughouse), gli scacchi atomici e gli scacchi suicidi.

### Interfacce
Un'interfaccia è un'applicazione specificatamente creata per connettersi ad un Internet chess server; sebbene il FICS non richieda particolari interfacce, sul suo sito ne sono presenti diverse che possono essere scaricati. FICS non ha un'interfaccia "ufficiale", né ne consiglia una in particolare; in accordo con le statistiche a dicembre 2008, le più diffuse su sistemi Windows sono BabasChess e Jin, mentre quest'ultima è la più popolare per Linux.

### Tornei
Sul FICS sono organizzati regolarmente una serie di tornei: alcuni sono organizzati attraverso Mamer, un direttore automatico di tornei, e coinvolgono tutte le varianti e tutto lo spettro di tempi di riflessione. Alcuni di essi sono programmati, mentre altri vengono organizzati sulle richieste dei giocatori presenti on-line.
Altri tornei sono organizzati esternamente al FICS, e sono spesso a tempo di riflessione lungo (più di 45 minuti). Esempi di questi sono la STC Bunch, l'Open Chess Cup,la FICS Teamlegue o la Online Chess League (queste ultime organizzano tornei a squadre di quattro giocatori).

### Eventi scacchistici
Il FICS trasmette inoltre diversi eventi scacchistici di portata mondiale: questi sono giocati tra utenze "finte", create appositamente per l'occasione con i nomi dei giocatori che stanno giocando, permettendo agli utenti di osservare le partite in tempo reale.
Sono stati trasmessi in questo modo tutti i campionati del mondo dalla creazione del FICS, nonché i tornei di Wijk aan Zee, Linares e il Melody Amber.

### Chat
Vi sono diversi canali di chat nel FICS, simili a quelli dell'IRC, ma in numero limitato. Alcuni di essi sono riservati (ad esempio il numero 1 è di assistenza, il 49 è dedicato ai tornei organizzati tramite il bot Mamer, il 50 è per la chat generale, il 74 per la chat in italiano, eccetera). Gli utenti possono anche usare il comando shout (letteralmente "urla") che permette di mandare un messaggio a tutti gli utenti che non hanno bloccato la possibilità di ricevere questo tipo di messaggio; è anche possibile comunicare direttamente con un utente specifico, ad esempio con il giocatore contro cui si sta giocando o si è appena giocato. Vi sono le varie opzioni per gestire e filtrare i canali (tra cui quella che li zittisce solo mentre si gioca), e è possibile creare liste personali di censura per non ricevere più messaggi diretti da giocatori considerati inopportuni.

### Abusi
Oltre al mancato rispetto delle comuni regole di convivenza, vengono considerati abusi la disconnessione volontaria in caso di partita irrimediabilmente persa e l'uso di aiuti esterni, ad esempio con un motore scacchistico, per decidere le mosse da giocare. Nel primo caso, poiché vi è anche la possibilità che la disconnessione sia stata accidentale, viene data la possibilità di sospendere la partita e riprenderla in seguito, quando entrambi i giocatori saranno connessi; tuttavia, in caso di posizione chiaramente vinta, è possibile chiedere l'aggiudicazione della vittoria. Nel secondo caso, l'utente colto ad usare aiuti può essere espulso definitivamente dal server oppure inibito a giocare partite valide per il rating.